# Albert Whitehurst
 (octobre 2017).
Si vous disposez d'ouvrages ou d'articles de référence ou si vous connaissez des sites web de qualité traitant du thème abordé ici, merci de compléter l'article en donnant les références utiles à sa vérifiabilité et en les liant à la section « Notes et références ».
Albert John Whitehurst (né le 22 juin 1898 à Fenton dans le Staffordshire et mort en 1976) est un joueur de football anglais qui évoluait au poste d'attaquant[réf. souhaitée].

## Palmarès
| Stoke - Championnat d'Angleterre D2 : - Vice-champion : 1921-22. |  | Rochdale - Championnat d'Angleterre D3 : - Vice-champion : 1923-24 (Nord) et 1926-27 (Nord). - Meilleur buteur : 1926-27 (44 buts). |